# 莱文特

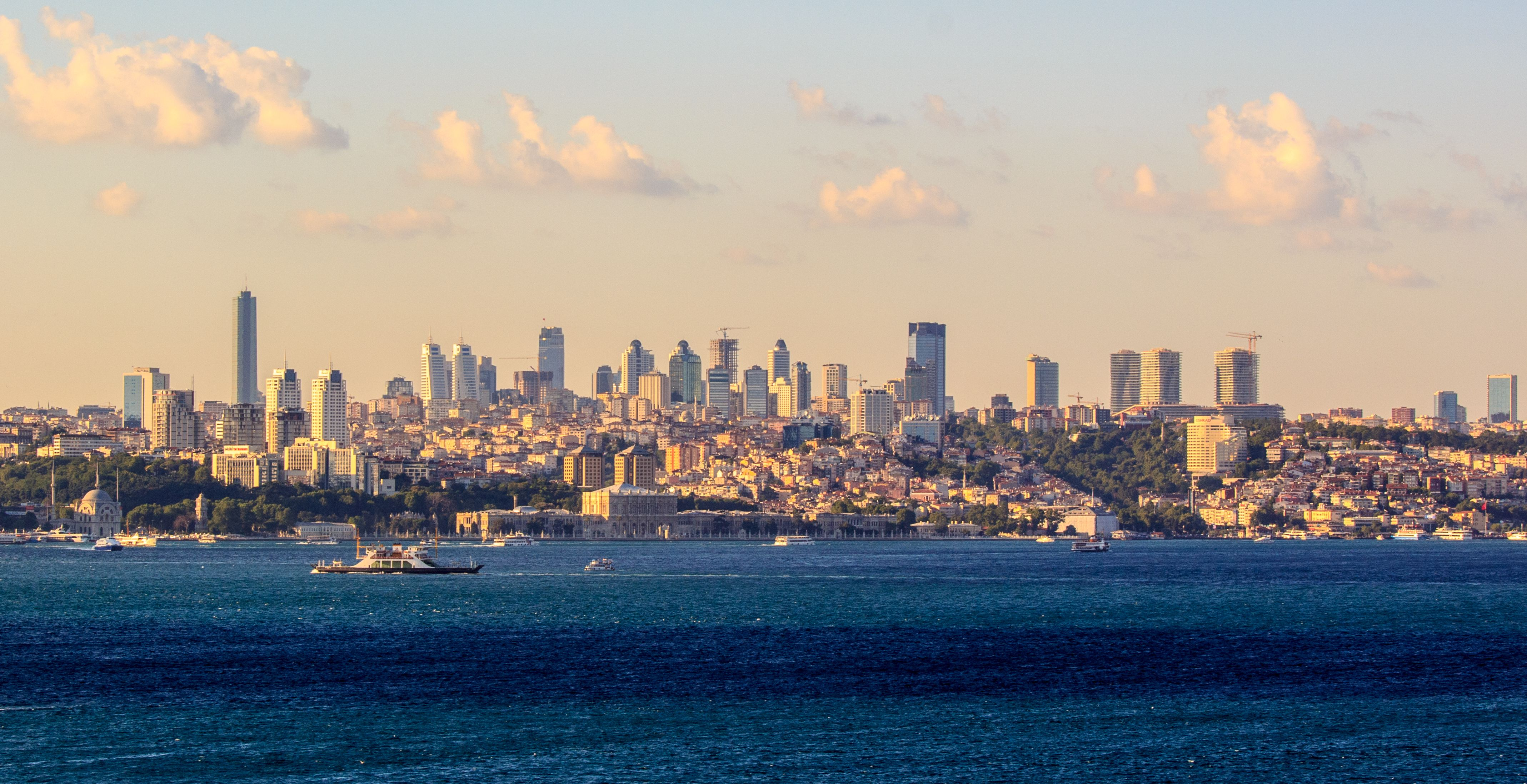

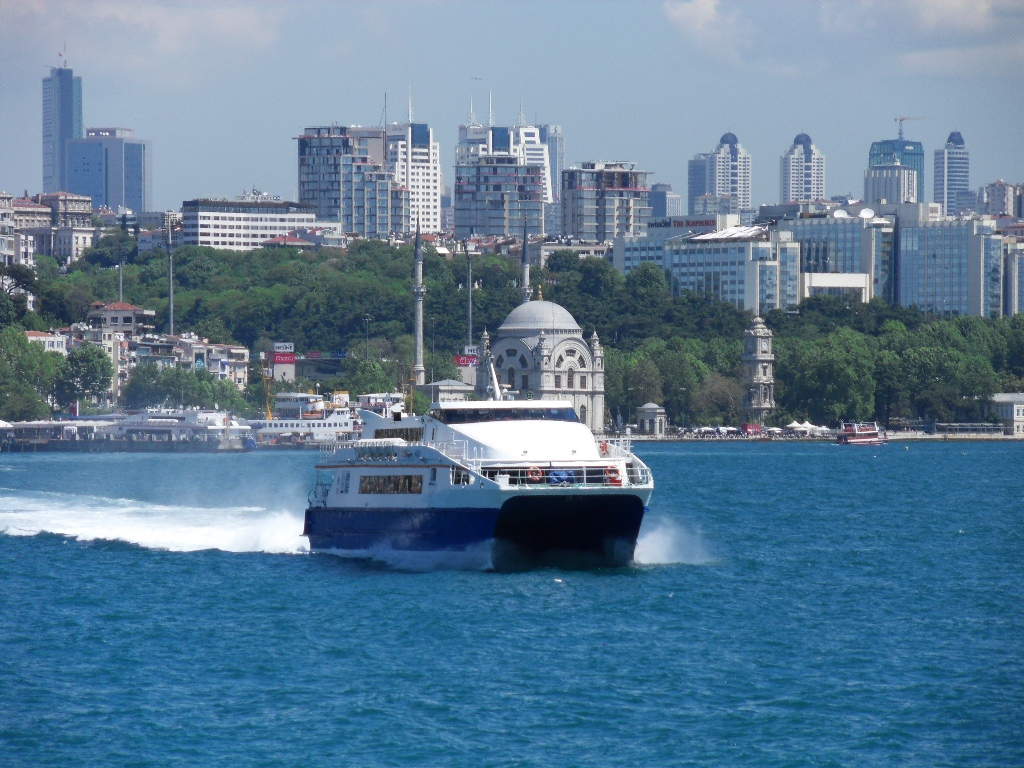

莱文特（Levent）是土耳其伊斯坦布尔的一个社区和主要的商务区之一，位于欧洲一侧，属于金角湾以北、博斯普鲁斯海峡西岸的贝西克塔什区。
莱文特拥有土耳其第三高的摩天大楼伊斯坦堡藍寶石，高54层、261米。

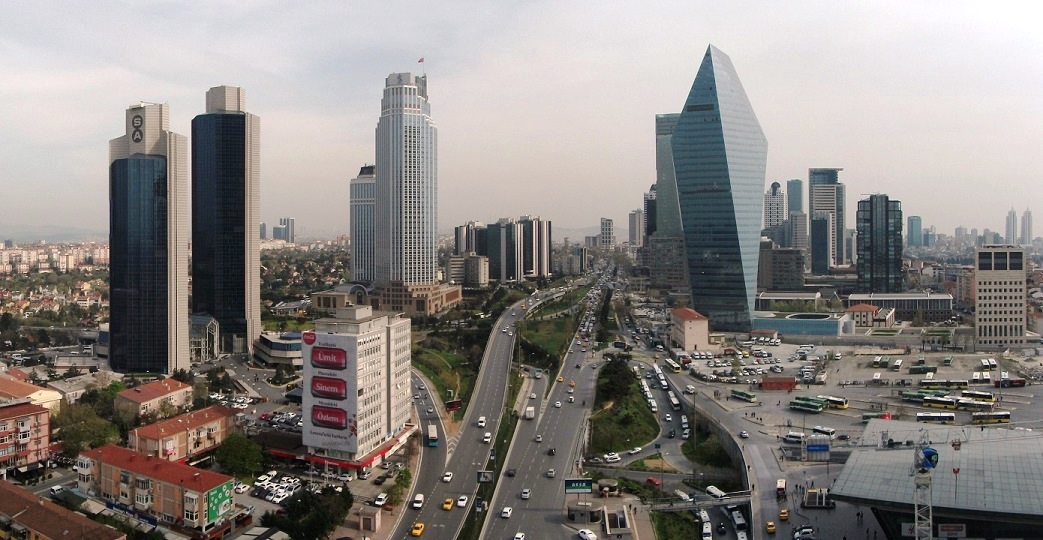
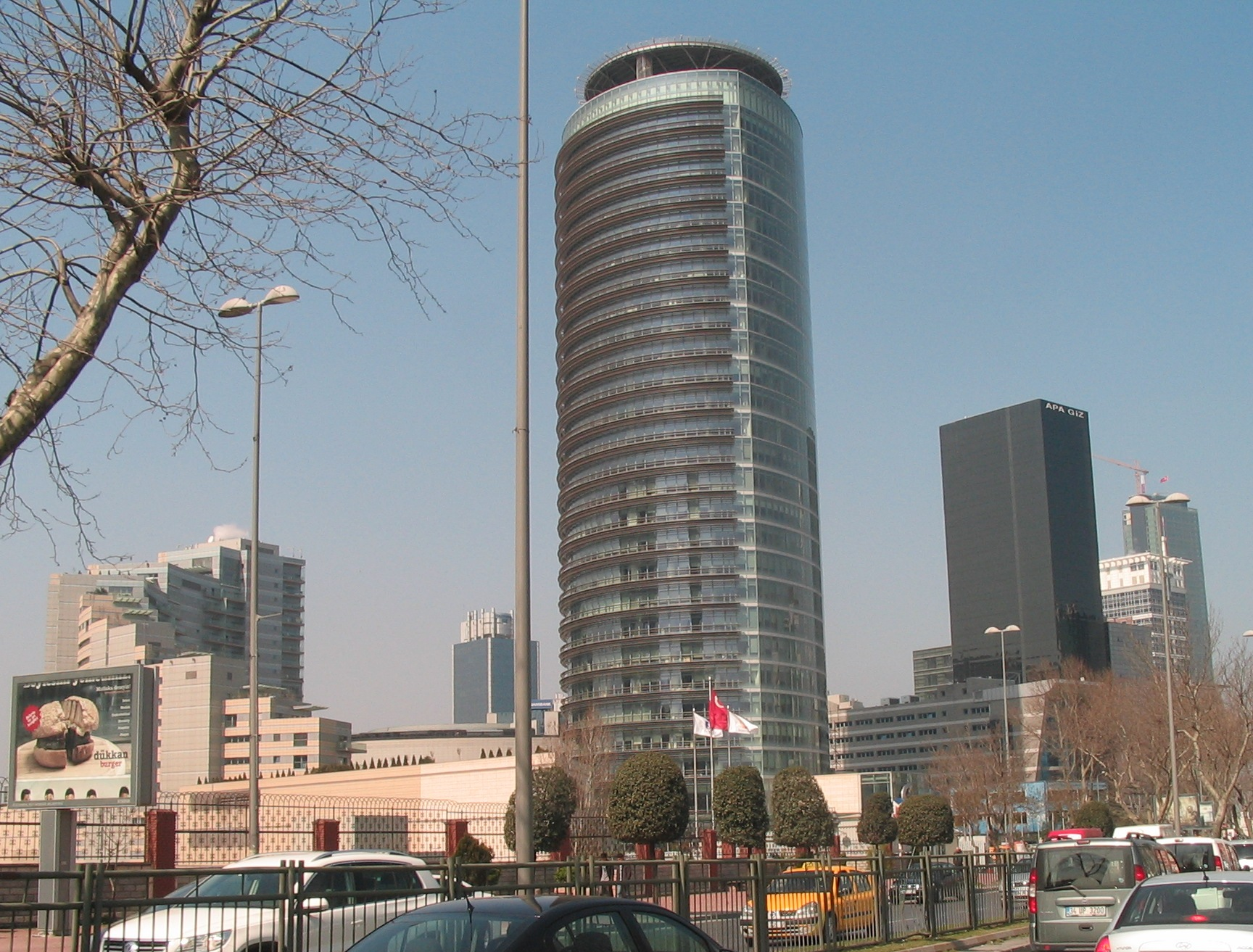
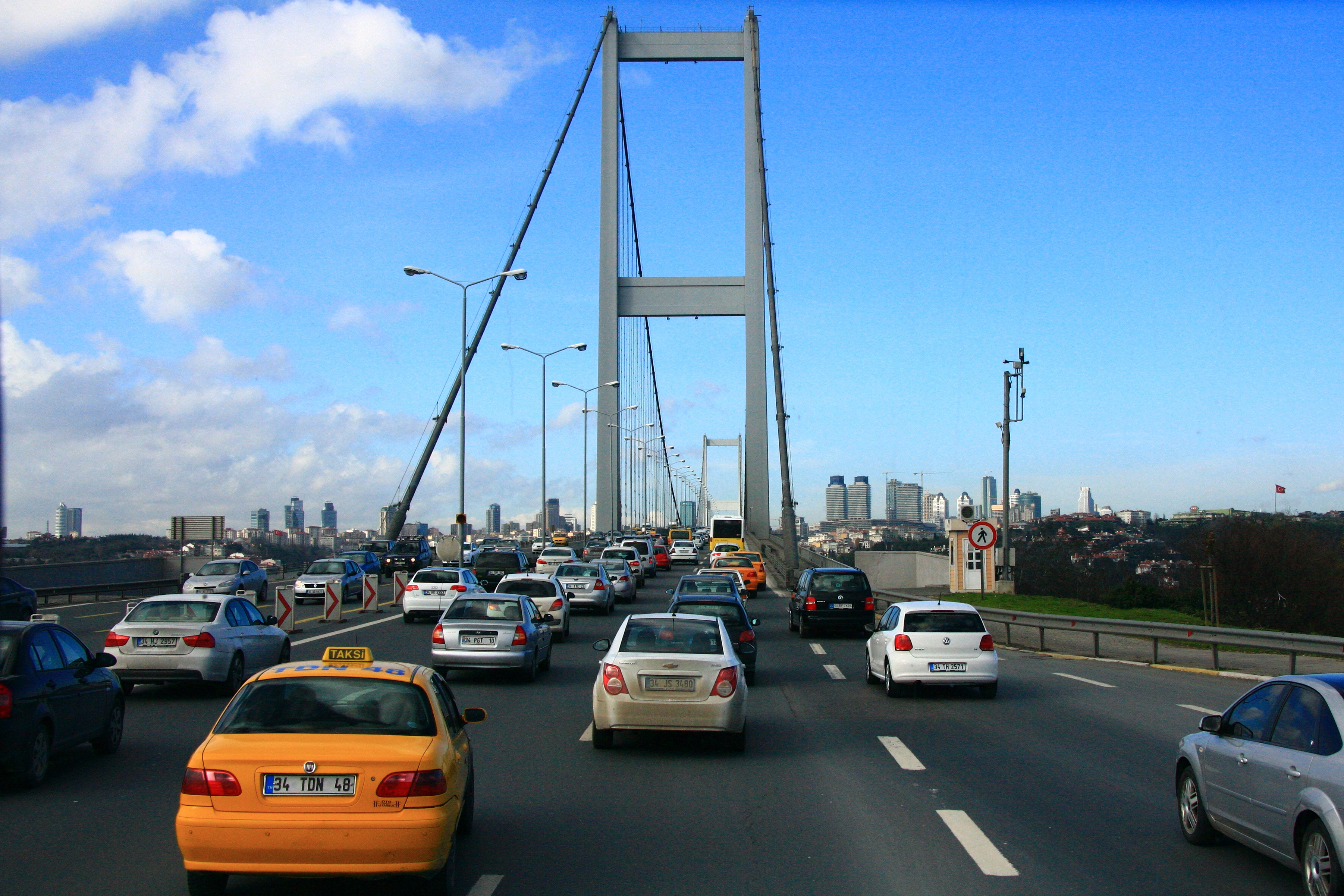
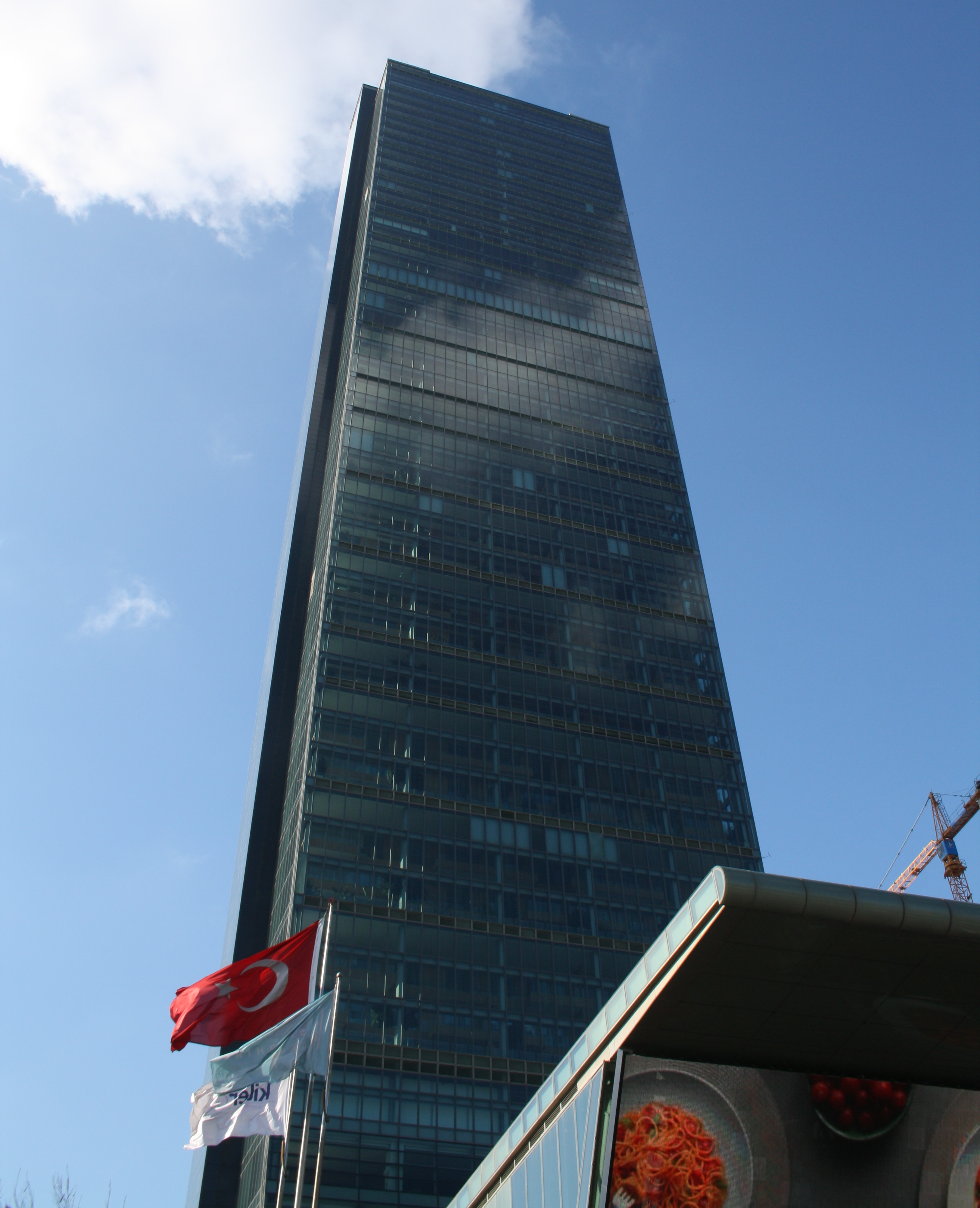
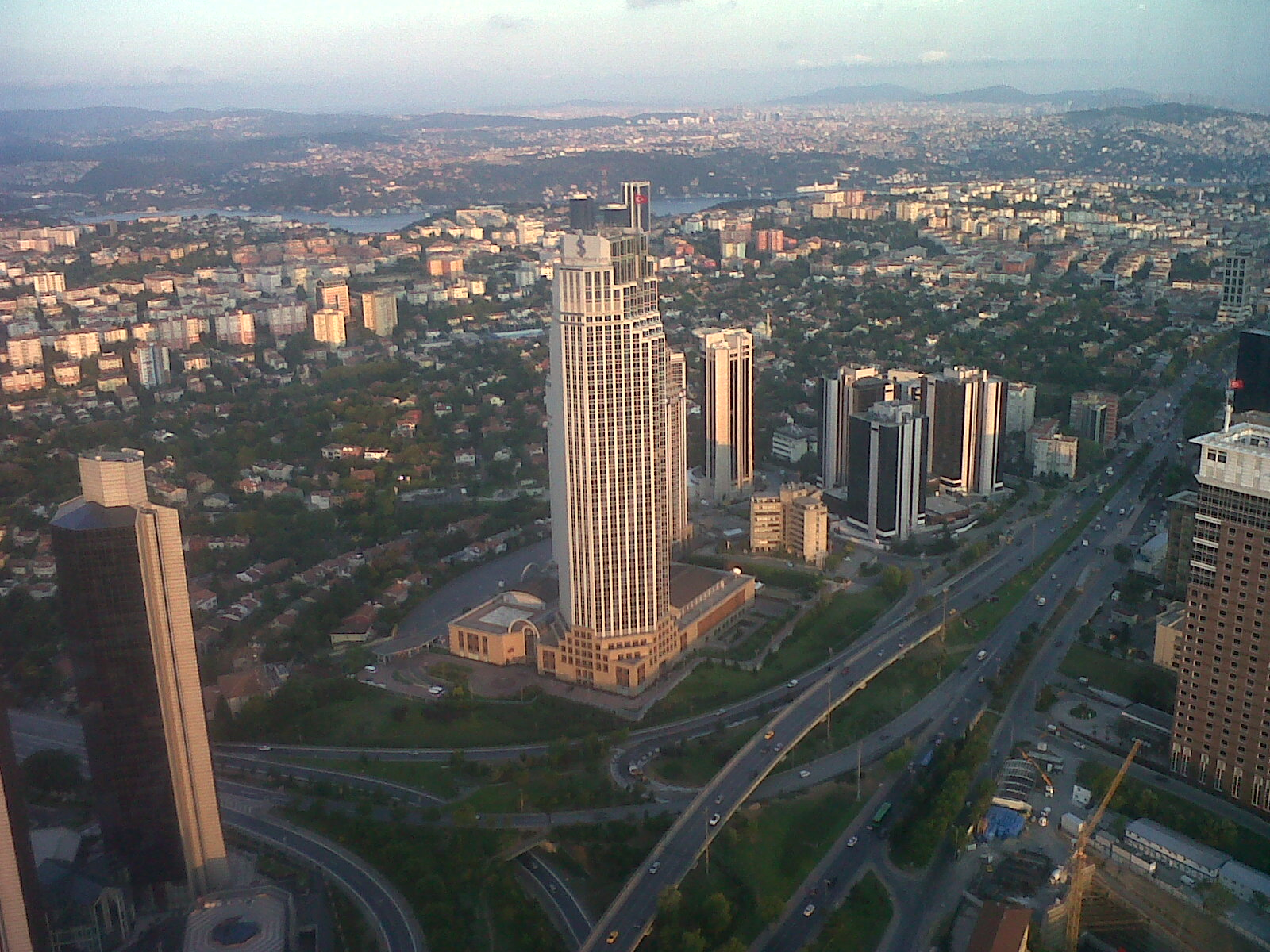
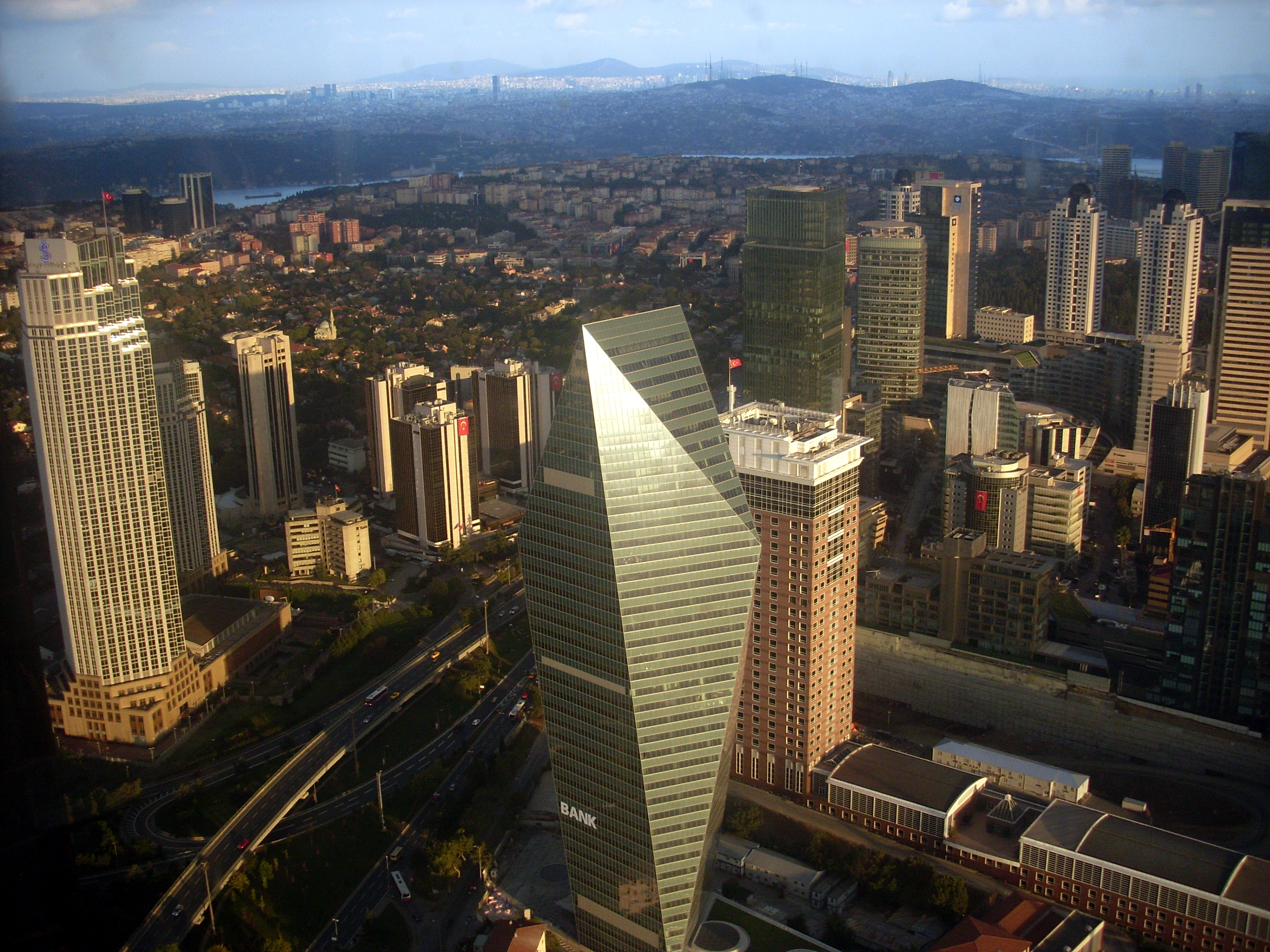
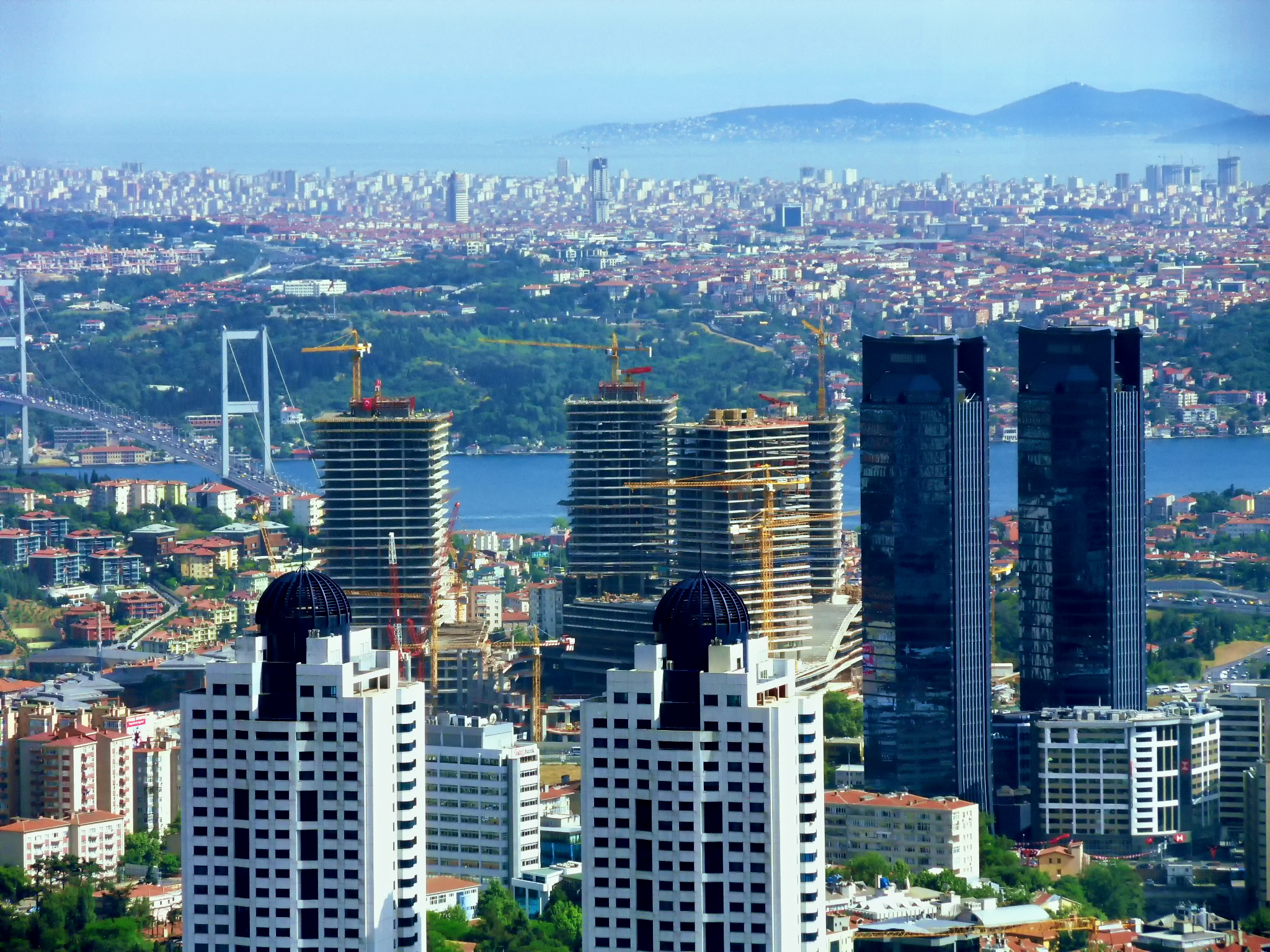
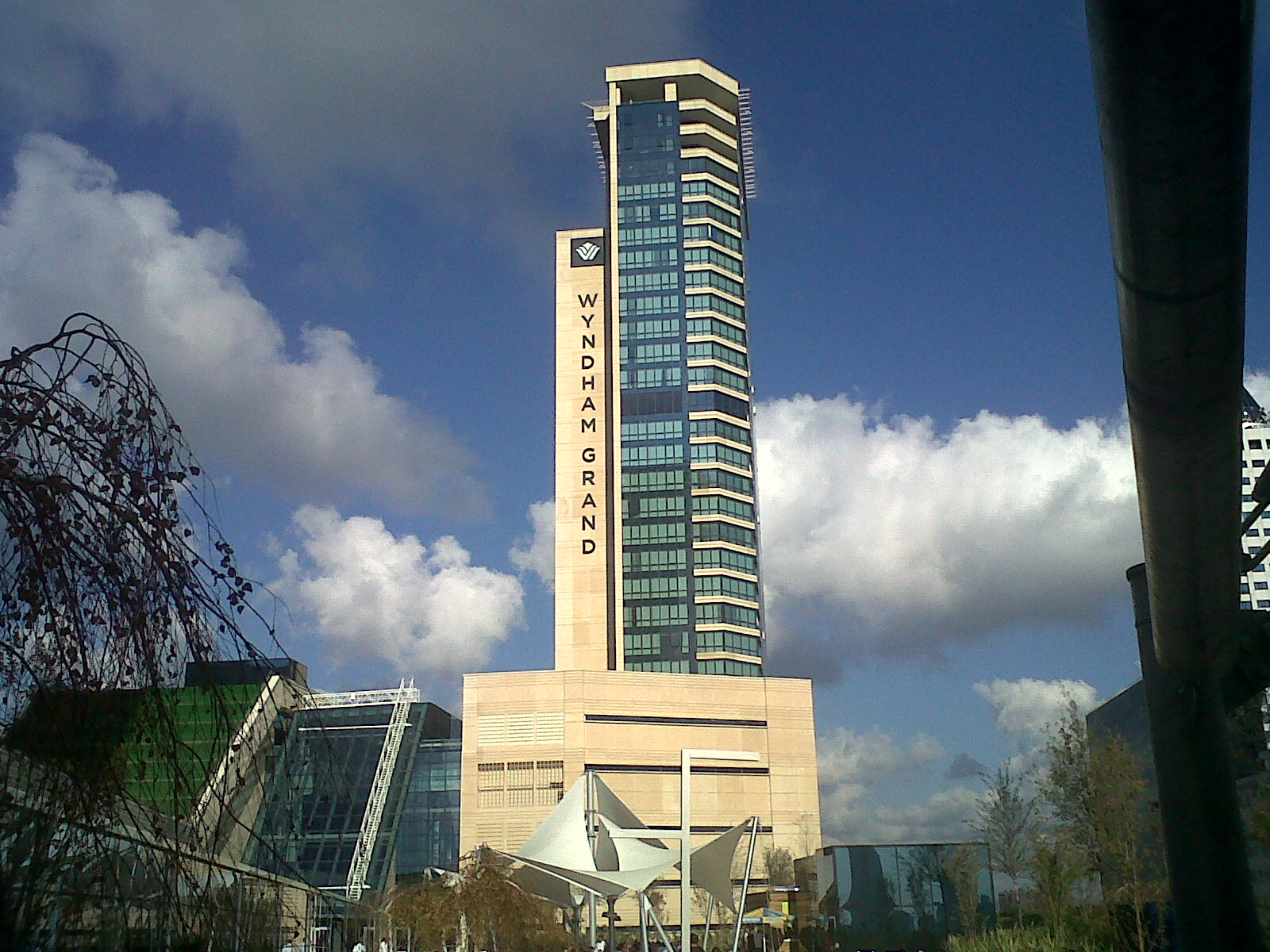
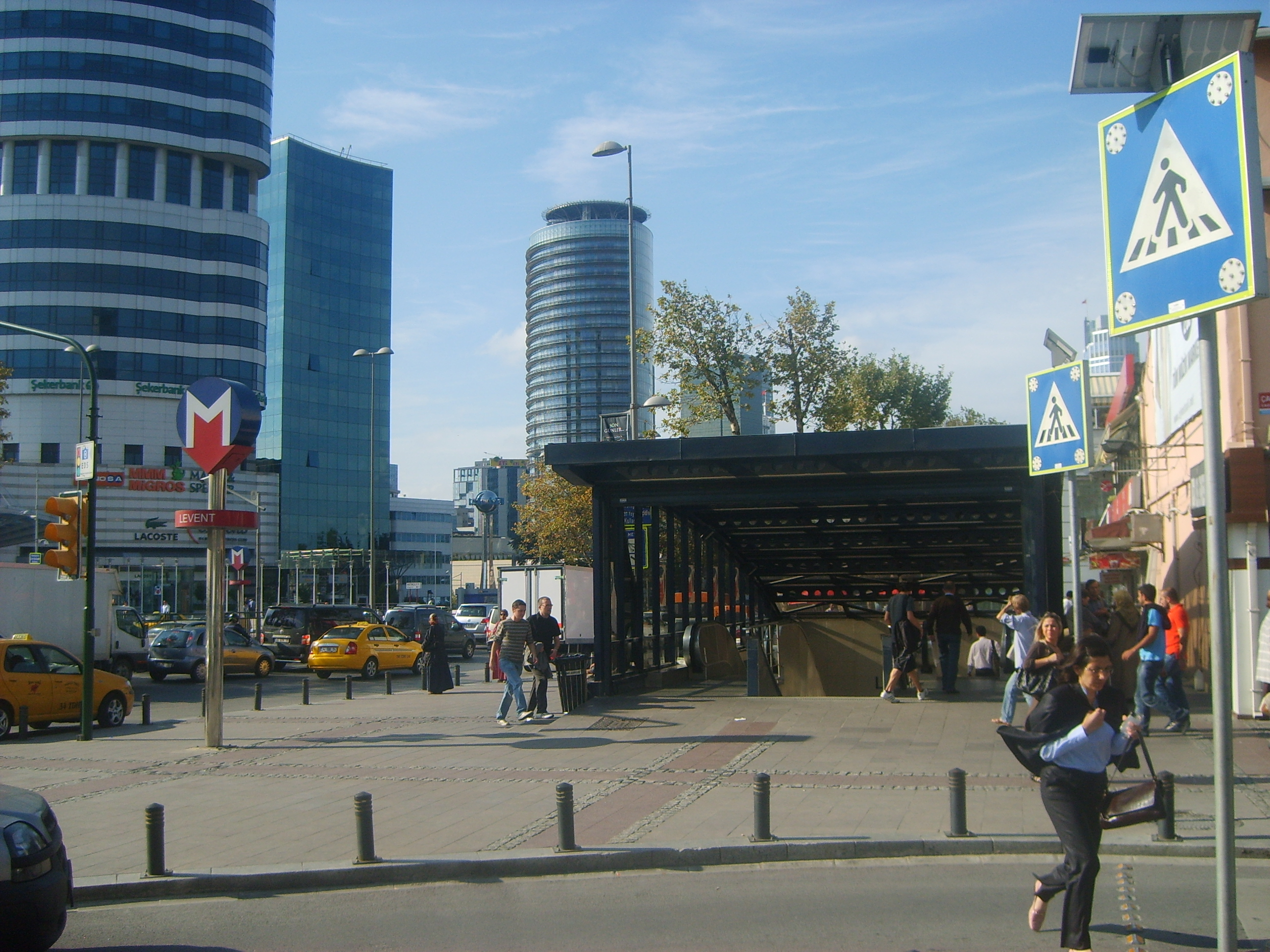
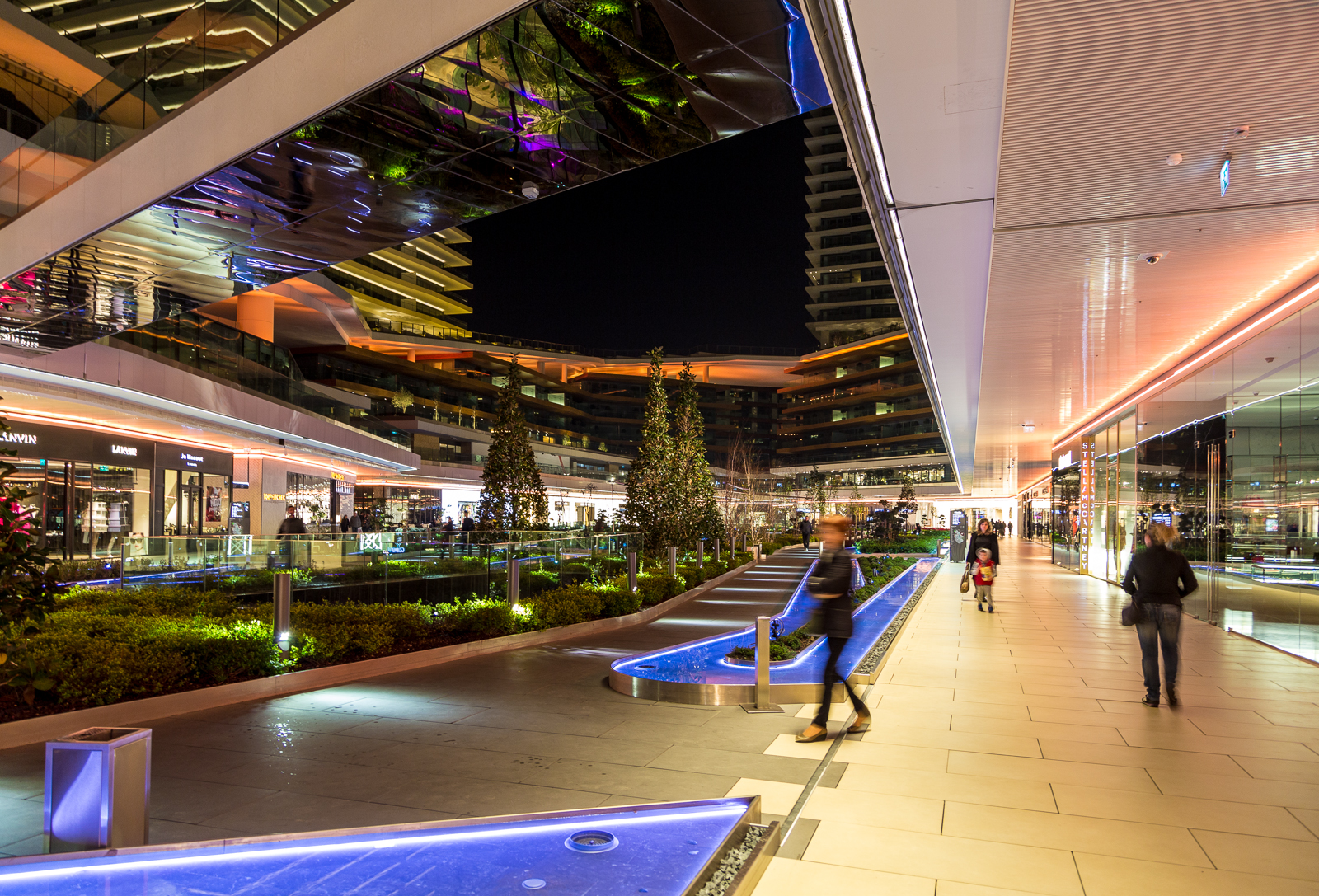
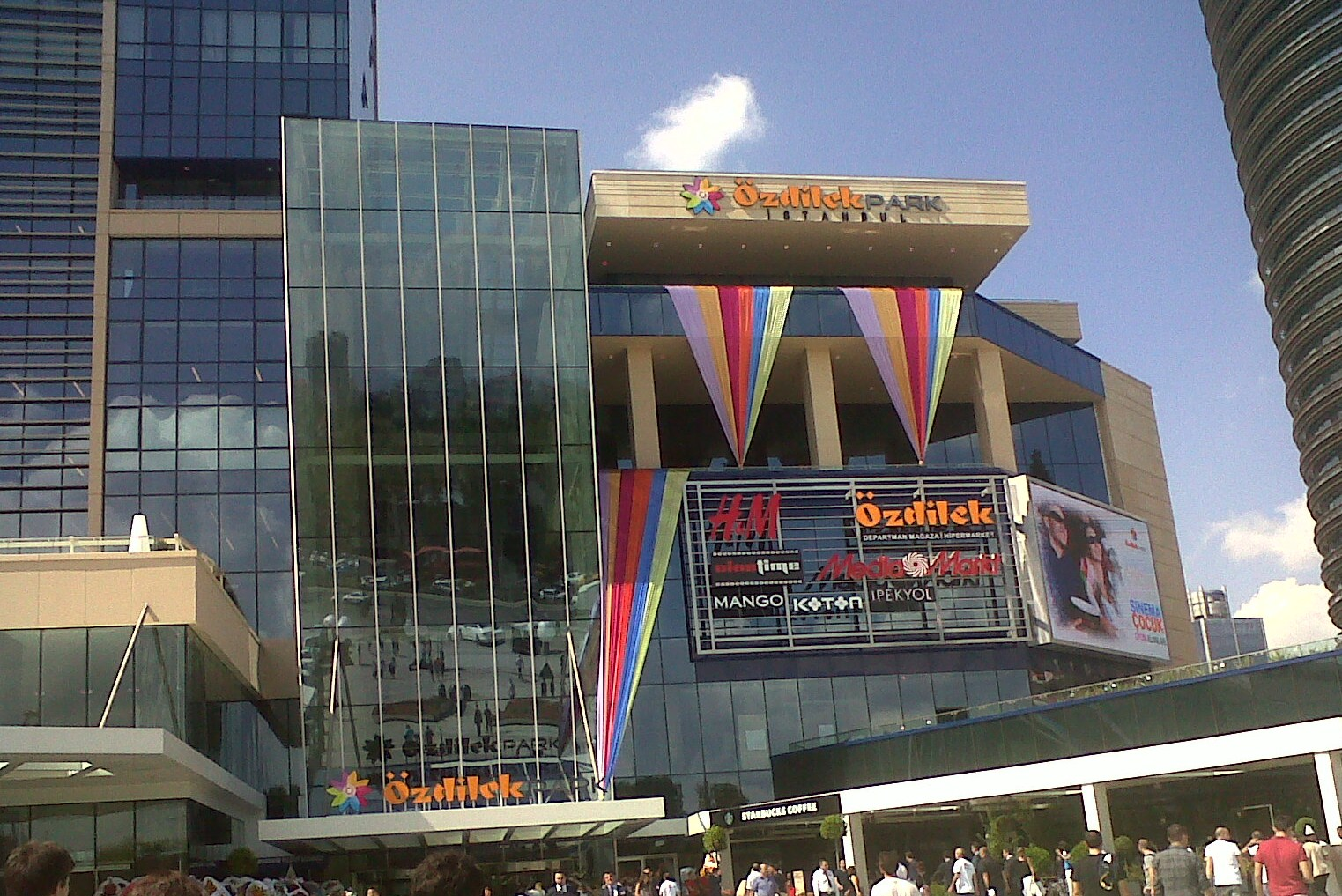
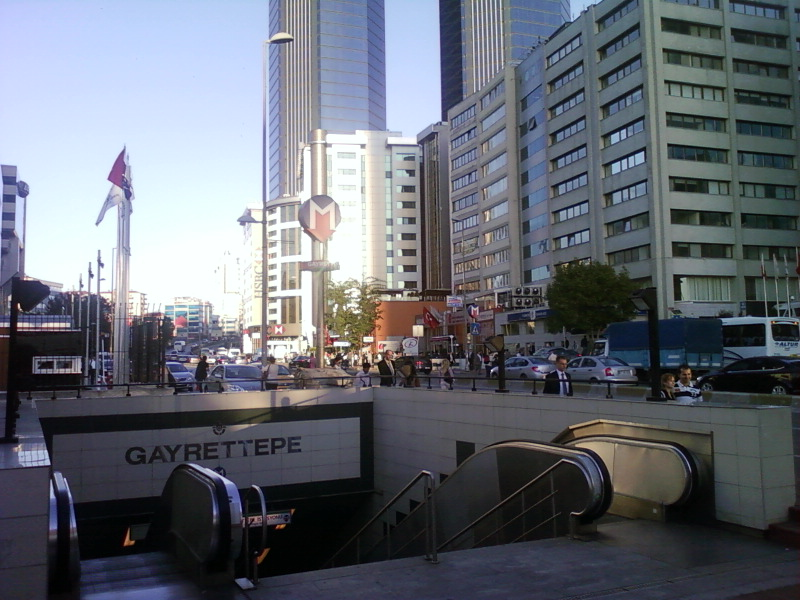

伊斯坦布尔地铁M2线和M6线在莱文特交汇。